# 新式整军运动

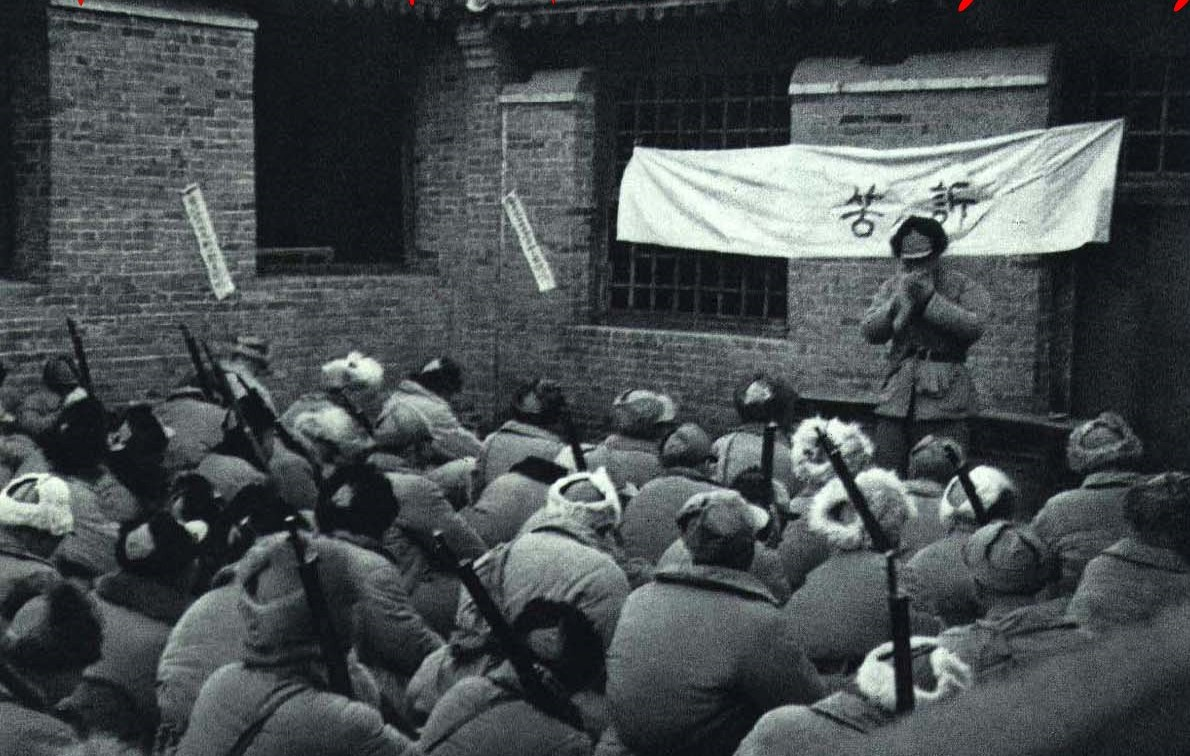
1947年诉苦运动

第二次国共内战期间，1947年冬至1948年夏，中国共产党领导的中国人民解放军利用作战间隙普遍开展以诉苦运动和三查三整为主要内容的大规模整军运动。1948年3月，中共中央主席、中共中央军委主席毛泽东将其概括为新式整军运动。

## 历史

### 诉苦的经验起源
日本投降消息扩散后，1945年8月14日在辽宁本溪，满洲制铁株式会社本溪湖支社的本溪湖煤矿特殊工人举行反日暴动。特殊工人是1941年以后日军在关内抓获的国民党或共产党军队俘虏以及其他妨碍新民会治安的人，他们被押送到伪满在各矿山企业强制劳动。据估计，本溪的茨沟、柳塘两个矿区累计接收4000多特殊工人，至抗战胜利只剩下2000人存活。茨沟特殊工人中的中共党员组成地下临时支部，支部书记陶守崇，委员邢房银、王庆锁、郑景山、赵壁、郝振光、李锦章等，临时支部决定联合特殊工人中占大多数的国军被俘人员暴动，组建工人武装。8月19日本溪湖柳塘、茨沟的全部“特殊工人”及一些矿工、市民1000余人集合，正式宣布成立本溪市工人纠察大队。8月22日工人纠察大队收缴了铁路警察与本溪湖煤铁公司枪支千余支。9月7日，听说沈阳来了八路军，住在沈阳故宫小河沿。9月7日晚，贺觉民、陶守崇、张克志乘夜车赶到沈阳，第二天（9月8日）清晨赶到小河沿找到了部队。冀热辽军区第十六军分区司令员曾克林和副参谋长罗文接见了他们，了解本溪情况后，决定改编本溪“特殊工人”武装为冀察热辽军区第十六军分区特务二团，贺觉民（国民党少校，后被清除）任团长，邢房银任副团长，陶守崇任政治处主任，王庆锁任副主任，政委待派。9月9日，第十六军分区特派员吴继尧随同贺觉民、陶守崇、张克志到本溪执行改编任务。几天后，16军分区派张瑞林（1944年曾任十六军分区侦察连指导员）到本溪任团政治委员。9月14日在河东的一所小学召开改编大会，正式宣布建立第十六军分区特务二团，本溪工人纠察大队正式编入中共军队序列，团长贺觉民，政委张瑞林，副团长邢房银（邢方银、邢芳银，八路军冀中二十一团团长，后被俘。1947年5月在长白县病逝），政治部主任陶守崇(胶东八路军的区长，后被俘)，王庆锁为副主任。9月18日曾克林率冀东主力十二团进驻本溪，把特务二团改编为六十二团，共计2500人。成分大多是被俘八路军、新四军及矿工，团长陈协，政委张瑞林，副团长邢房银，政治处主任陶守崇，副主任王庆锁，组织股长王荫南，宣传股长郑景山，民运股长赵壁，供给处指导员郝振光；一营营长赵仲林，教导员李锦章；二营营长张景岩，教导员张振华，副教导员康正德；三营营长赵登录（后任特务营营长），教导员张凤翔。在本溪期间曾发展到2800余人。1946年1月编入东北民主联军辽东军区第三纵队七旅。
1946年初，冯恺由辽东三纵七师特务营调第20团第三营任教导员。这个营由本溪特殊工人编成，百分之八十当过国民党兵，有的还担任过班、排、连长，巩固部队成为当务之急。当时，七师组织召开政治工作会议，讨论阶级教育问题；师政治部宣传科下发一套学习讨论题，有一个题目是“谁养活谁？穷人养活富人，还是富人养活穷人？”冯恺感到这个题目好，抓住了根本，就在全营围绕这个题目展开了辩论，引出了一个新生事物：“诉苦教育”。1946年7月，该营在驻地柳河县安口镇开展起来。九连指导员赵旭珍回忆：那时基层干部战士普遍没文化，政治课教育得直来直去讲实的，“谁养活谁”这个问题就不一样了，再没文化再笨也能说几句，争论得热火朝天。九连战士房天静说：俺16岁就被“把头”骗到本溪柳塘下煤井，俺娘从山东淄博来看俺，断了盘缠，把小弟卖了25元钱；到了本溪俺娘病了，就那么眼睁睁看着俺娘病死了，穷人没有钱，富人谁管咱？经过诉苦教育，三营成为有战斗力的部队。在一保临江战役中，三纵七师担负在通化市以东热水河子区抗击国军第五十二军第195师主力从通化市沿公路铁路进攻七道江、临江的正面阻击战。20团三营在热水河子战斗中表现突出，其第九连战士房天静一个人消灭敌人一个班，逼降敌一个排，成为第三纵队历史上第一位特等功臣，被纵队授予“孤胆英雄”称号。战后庆功会上，三纵副政委刘西元、七师副师长黄思沛问房天静为什么这么勇敢？房天静回答：“连队开展的穷人和富人到底谁养活谁的诉苦运动，让我擦亮了眼睛，认清了敌人。”在东北解放战争南满战场能否站住脚的严峻时刻，“诉苦教育”表现出来的无可比拟的提高部队战斗力的作用，立即引起了各级部队指挥员的重视。纵队副政委刘西元派人到20团三营九连调查，帮助总接经验，讲诉苦运动归纳总结为“吐苦水、挖苦根、查忘本、下决心、弄清是谁养活谁”等几个步骤。据《沈阳军区历史资料选编》记载：一保临江战后，《东北日报》、《辽东日报》分别报道了房天静杀敌立功的事迹，第三纵队文工团还由此改编了5幕17场话剧《复仇立功》巡回演出，效果很好。“三保临江”后，第三纵队在三源浦、五道沟短暂休整，总结经验，召开祝捷大会，三纵政治部号召在全纵队开展诉苦运动和复仇立功运动，辽东军区副政委兼政治部主任莫文骅参加会议。东北夏季攻势结束后，三纵得到较长时间休整，三纵政治部利用这段时间召开全纵宣传工作会议，第三纵队七师宣传科长吕村夫介绍了七师经验，发出通知，布置再次普遍进行诉苦运动，凡未进行的部队和解放战士，都要进行巳进行的要选择新的典型进行诉苦，并用阶级实物形象教育办法加深阶级感情，巩固诉苦运动成果。三纵又掀起一次诉苦、复仇立功的运动高潮。1947年6月辽东军区在通化召开师以上军政干部会议，总结四保临江、东北夏季攻势的作战经验，会议上由七师政治部主任李改汇报了七师立功运动经验，三纵政治部宣传部长汤从列就三纵诉苦运动的情况、诉苦运动对部队建设的巨大作用，诉苦运动与立功运动的关系作了汇报。军区首长陈云、肖劲光、肖华、莫文骅、唐凯等及辽东军区政治部给予肯定。会议认为三纵的诉苦运动不是一般教育的方式问题，而是方向问题。辽东分局书记兼辽东军区政委陈云指出：这是部队教育的方向，要把诉苦教育与杀敌立功运动结合起来，在辽东军区推广。分局《辽东日报》，军区《战士报》对三纵队诉苦运动经验进行报道，军区政治部作出决定首先在辽东军区部队推广。新华社转发了三纵队诉苦运动经验。
1947年7月东北民主联军政委罗荣桓、政治部主任谭政听取了第三纵队副政委刘西元的汇报。1947年8月东北民主联军总部在哈尔滨开会，总结夏季攻势经验，部署新的作战任务。罗荣桓主持召开东北民主联军政治工作会议上，辽东军区政治部主任莫文骅汇报了第三纵队的诉苦情况，三纵七师政治部主任李改介绍了诉苦教育的经验。汤从列在东北军区宣传工作会议上作了介绍，七师政委李伯秋写了体会。罗荣桓高度评价：诉苦教育“这在部队政治教育工作中是一个具有极其重大意义的创造，解决了当前教育的主要内容和方法问题，是部队政治教育的方向。”林彪听了三纵队诉苦教育的汇报后肯定地说，我们的军力不如国民党的部队，但我方的政力（诉苦教育）优势则可弥补不足了。1947年8月21日、26日《东北日报》发表了社论《部队教育的方向》与《辽东我军某部根本改造教育工作》的长篇报道，详细介绍了第三纵队的诉苦教育的经验。该社论指出：

诉苦运动是部队教育工作一个具有极其重大意义的创造。这种群众性的诉苦证明，罪恶绝不是单个地或偶然地发生的。大家来自山南海北，都受到同样的痛苦，都同样受冻受饿受辱挨打，这证明普天之下都存在着两种人，一种是压迫人的人，一种是受人压迫的人。前一种人经过各种线索的追寻，都归到蒋介石那里，蒋介石就是他们的头子。后一种人经过各种事实证明，都归到共产党这里，共产党为人民办事，是被压迫的劳动人民的领袖。要报仇雪恨，只有和共产党一起，大家联合起来打倒蒋介石。

房天静在三纵、第40军编成内参加了国共内战大小数十次战斗，前后七次负伤，参加了海南岛登陆战役，因身体不再适宜部队工作，复员回到了本溪市田师傅煤矿，做过井口绞车工和井下采煤工至退休。

### 全军推广
1947年7月，解放军的战略由防御转入进攻，由于部队扩编很快，特别是补充了大批从原国军中过来的“解放战士”，共产党担心部队在部队组织上、思想意识形态上存在许多不纯的现象。为了加强部队官兵对共产党的土地改革政策的认同和思想意识形态教育，激励官兵的士气，执行共产党的路线和政策，以东北地区部队为先，结合地方土改运动，先后开展多种方式的诉苦运动。
1947年9月28日，东北民主联军总政治部报送军委总政的《辽东三纵学习土地政策经验（诉苦）介绍之二》。毛泽东对这封简短文电，亲手修改文字66处，标点符号48处，批转全军学习，并提出五条要求：
- 揭发封建压迫为主。如果是由于被民族压迫或其它压迫，应引导到封建压迫上去，再进一步引导到土地政策的学习
- 发动干部诉苦。有时比战士诉苦效果更大，更能影响群众
- 部队诉苦与地方诉苦相结合，使工农兵血肉相连，深刻体验到天下穷人是一家
- 发动地主、富农出身的干部揭发反动社会制度的没落与黑暗，使群众知道封建阶级的本质及没落的前途
- 号召团结部队。阶级教育的目的，是使工农分子阶级觉悟提高，非工农分子彻底抛弃原本的阶级立场而同情劳动大众，一心一意为人民服务

此后，全军普遍开展了以“诉苦”“三查”为中心内容的整军运动。所谓诉苦就是诉“旧社会”和“反动派”给劳动人民带来的苦。中国人民解放军创造的用诉苦的方式教育军队，是“世界上任何一支军队都没有过的政治手段”，“这样的集体诉苦比指挥员或是政委的任何说教都更有感染力。”所谓“三查”内容就是“查阶级、查工作、查斗志”。所谓“三整”内容就是“整顿组织、整顿思想、整顿作风”。通过“三查”与“三整”结合起来。达到加强思想意识，纯化队伍，提高效率的目的。新式整军运动是中国共产党执行以“自我教育”“批评和自我批评”为主要方式展开的整训军队的运动。在诉苦和三查三整的基础上，结合部队练兵，解放军的战斗意志和纪律都较大增强了。1948年3月7日，毛泽东发表文章《评西北大捷兼论解放军的新式整军运动》，深刻阐明了“诉苦”和“三查”在部队教育中的伟大意义，并将其提炼上升为新式整军的理论。